# Janusz Jagrym-Maleszewski

Herb Gryf (lub Jaxa)

Janusz Zygmunt Jakub Maleszewski h. Gryf, ps. w POW Zygmunt Jagrym (ur. 1 maja 1879 w Czarnocinie, zm. 27 września 1942 w Warszawie) – pułkownik kawalerii Wojska Polskiego, kawaler Orderu Virtuti Militari, senator II RP IV kadencji. 

## Szkic biograficzny

### Młodość
Maleszewski urodził się w rodzinie ziemiańskiej jako syn Hilarego, b. powstańca styczniowego, dzierżawcy majątku Czarnocin, i Marii z Krasnodębskich. Uczęszczał do szkoły realnej w Warszawie, ale został z niej relegowany za udział w manifestacji patriotycznej, po czym wstąpił do Akademii Handlowej w Lipsku, którą ukończył w 1902. Przez jakiś czas pracował jako handlowiec, około 1910 powrócił do Polski.

### I wojna światowa
Od 5 sierpnia 1914 służył jako ułan, a następnie podoficer i oficer w Legionach Polskich. 10 czerwca 1915, w czasie szarży pod Rokitną dowodził II plutonem 2 szwadronu 2 dywizjonu ułanów, późniejszym 2 pułkiem Szwoleżerów Rokitniańskich. W czasie szarży został ciężko ranny i wzięty do niewoli rosyjskiej. W listopadzie 1915, po amputacji nogi, jako inwalida wrócił w drodze wymiany z niewoli i otrzymał roczny urlop zdrowotny. Od jesieni 1916 kolejno służył w Krajowym Inspektoracie Zaciągu w Warszawie, jako sekretarz generalny Komisji Wojskowej Tymczasowej Rady Stanu, a w końcu jako kierownik Głównego Urzędu Zaciągu polskiej armii zwanej Polnische Wehrmacht, którego szefem był Władysław Sikorski. W październiku 1918 mianowany został szefem Wydziału Spraw Oficerskich w Sztabie Inspektoratu Lokalnego w Polnische Wehrmacht.

### W niepodległej Polsce
W 1918, po wstąpieniu do Wojska Polskiego działał najpierw w Wydziale Personalnym Departamentu VI Ministerstwa Spraw Wojskowych, 1 marca 1920 wyznaczony został na stanowisko szefa Sekcji 1 Ogólno-Organizacyjnej Oddziału V Personalnego Sztabu Ministerstwa Spraw Wojskowych oraz jako oficer do zleceń w gabinecie ministra spraw wojskowych. W czasie wojny polsko-bolszewickiej był członkiem Rady Obrony Stolicy przy Delegacie MSWojsk. W sierpniu 1921 został szefem Wydziału Organizacyjnego Oddziału V Personalnego Sztabu Generalnego. Pełniąc służbę w Sztabie Generalnym, pozostawał oficerem nadetatowym 2 pułku Szwoleżerów Rokitniańskich. W latach 1925–1926 nie pełnił żadnych funkcji ze względu na ciężką chorobę.
W maju 1926 wziął czynny udział w przewrocie majowym, broniąc wraz z płk. Sławojem Składkowskim gmachu Ministerstwa Spraw Wojskowych na ul. 6 Sierpnia i uniemożliwiając wykonanie rozkazów zwolennika rządu, gen. Szpakowskiego. Po przewrocie majowym, na jesieni 1926, został szefem Wydziału Wyznań Niekatolickich Ministerstwa Spraw Wojskowych z pozostawieniem dotychczasowej funkcji oficera sztabowego do zleceń przy Ministrze Spraw Wojskowych. Stanowisko szefa Wydziału Wyznań Niekatolickich M.S.Wojsk. objął po płk. SG Adamie Kocu. Z dniem 31 października 1926 na skutek reklamacji Ministra Spraw Wewnętrznych przeniesiony został w stan nieczynny na okres sześciu miesięcy z prawem noszenia munduru, w celu objęcia stanowiska komendanta głównego Policji Państwowej. Z dniem 30 kwietnia 1927 Minister Spraw Wojskowych przedłużył mu okres pozostawania w stanie nieczynnym o dalszych dwanaście miesięcy z prawem noszenia munduru. W latach 1926–1935 pełnił funkcję komendanta głównego Policji Państwowej, a następnie był senatorem z województwa kieleckiego w Senacie IV kadencji.
W 1909 Janusz Maleszewski poślubił Jadwigę Marię z Dunin-Borkowskich (ur. 1890), która w czasie jego działalności w Policji była organizatorką i pierwszą przewodniczącą Stowarzyszenia „Rodzina Policyjna”.

## Awanse
- chorąży – 25 czerwca 1915
- podporucznik – 1 grudnia 1916
- rotmistrz – 1918
- podpułkownik – 1921, zweryfikowany 3 maja 1922 ze starszeństwem z dniem 1 czerwca 1919 i 61. lokatą w korpusie oficerów jazdy
- pułkownik – 1 grudnia 1924 ze starszeństwem z dniem 15 sierpnia 1924 i 11. lokatą w korpusie oficerów kawalerii

## Ordery i odznaczenia
- Krzyż Srebrny Orderu Wojskowego Virtuti Militari nr 5390[5][6]
- Krzyż Komandorski z Gwiazdą Orderu Odrodzenia Polski (10 listopada 1938)[7]
- Krzyż Komandorski Orderu Odrodzenia Polski (27 listopada 1929)[8]
- Krzyż Niepodległości (6 czerwca 1931)[9]
- Krzyż Oficerski Orderu Odrodzenia Polski (2 maja 1922)[5][10]
- Krzyż Walecznych (trzykrotnie)[5]
- Złoty Krzyż Zasługi (13 maja 1933)[11]
- Medal Pamiątkowy za Wojnę 1918–1921[5]
- Medal Dziesięciolecia Odzyskanej Niepodległości[5]
- Złota Odznaka Honorowa Ligi Obrony Powietrznej i Przeciwgazowej I stopnia[12]
- Komandor z Gwiazdą Orderu Krzyża Orła (Estonia, 1934)[5][13]
- Komandor Orderu Świętych Maurycego i Łazarza (Włochy)[5]
- Kawaler Orderu Legii Honorowej (Francja)[5]
- Order Gwiazdy Rumunii (Rumunia)